# Szabó-Tóth Kinga
Szabó-Tóth Kinga (Miskolc, 1974- ) magyar szociológus, szociális munkás, egyetemi oktató, közösségfejlesztő és coach. A Miskolci Egyetem Bölcsészet- és Társadalomtudományi Kar Alkalmazott Társadalomtudományok Intézetének vezetője és egyetemi docense.

## Életpályája
Szabó-Tóth Kinga a miskolci Zrínyi Ilona Gimnáziumban érettségizett. A Miskolci Egyetemen szerzett szociológia szakos bölcsész és középiskolai tanár diplomát 1998-ban. Szociológiai tanulmányai alatt megkezdte a Bárczi Gusztáv Gyógypedagógiai Tanárképző Főiskolán az általános szociális munka szakot, melyen 1999-ben végzett. Ezt követően külföldön is tanult és 2002-ben fejezte be a Manchesteri Egyetem Social Research Methods and Statistics mesterképzését, majd visszatért Magyarországra. Doktori fokozatát a Budapesti Corvinus Egyetemen szerezte 2005-ben szociológiai tudományokból. Disszertációjának címe: „Magyarországi és angliai kiemelkedett cigányok identitástípusainak összehasonlító elemzése”.
2006-ban Európai uniós szakértő, 2008-ban minőségügyi referens képzettséget szerzett a Miskolci Egyetemen. 2015-ben vezetői coach képzettséget szerzett a Magyar Coaching Pszichológiai Egyesület kötelékében. Ezt követően komplex művészetterápiát is tanult. 2020-ban habilitált szociológiai tudományokból a Debreceni Egyetemen innovatív társadalmi megoldások témában.
Pályafutását a miskolci családsegítő központban kezdte, majd 1998-tól a Miskolci Egyetem Bölcsészet- és Társadalomtudományi Kar oktatója a Szociológiai Tanszéken, amely 2007-ben Szociológiai Intézetté alakult. Előbb 2008-tól 2013-ig majd egy év kihagyással 2014-től az Intézet igazgatója.
2011-2014 között a Pázmány Péter Katolikus Egyetem Bölcsészettudományi Kara Szociológiai Intézetében is tanított településszociológiát, életkorok szociológiáját és kutatásmódszertant.
Miskolcon, az addig két különálló, Szociológiai és Politikatudományi Intézet 2017 szeptemberétől egy összevont, új intézetben egyesült, Alkalmazott Társadalomtudományok Intézete (ATTI) néven, 3 Intézeti Tanszékkel, melyek közül a Szociológia Intézeti Tanszék vezetője. 2018 és 2022 között a Bölcsészettudományi Kar dékánhelyettese.
2008-tól kezdődően az ő vezetésével akkreditáltatta az Intézet sikeresen a Szociológia MA és a Szociális munka BA szakot, illetve indítottak el posztgraduális képzéseket.
Az Eötvös Loránd Tudományegyetem (ELTE) Társadalomtudományi Kar Szociológia Doktori Iskola Csepeli György által alapított és vezetett Interdiszciplináris Társadalomkutatások Doktori Programjának oktatója.

## Munkássága
Legfőképp családszociológiával, a társadalmi hátrányok szociológiájával, társadalmi innovációkkal, közösségfejlesztéssel és a coachinggal foglalkozik. A művészet, a kreatív- és design gondolkodás közel áll hozzá és munkája során is alkalmazza. Egyének, csoportok, közösségek és szervezetek coachingját is vállalja. Az úgynevezett univerzális-eklektikus coaching-szemlélettel dolgozik, mert úgy tartja, minden esetben egy adott problémához, kihíváshoz érdemes keresni a legadekvátabb módszereket és megoldásokat.
Családszociológiai, párkapcsolati workshopokat és csoportokat vezet fiatalok és kevésbé fiatalok számára annak érdekében, hogy párkapcsolataik jobb minőségűek legyenek.
Számos nemzetközi, hazai és térségi kutatás, projekt vezetője, koordinátora vagy résztvevője. A 2000-es években aktívan végzett kutatásokat hátrányos helyzetű, sajátos nevelési igényű gyerekekkel, roma családokkal és identitással[ii] kapcsolatban. Gyakran vizsgálja kistelepülések szociológiai helyzetét kollégáival, valamint kutatja és segíti az északkelet-magyarországi társadalmi innovációk generálását.
Több fejlesztési koncepció készítésében vett részt, melyek között volt Miskolc Város Szociális Térképének elkészítése 2011-ben és a Város Esélyegyenlőségi Tervének elkészítése 2013-ban. 2016-ban a Salgótarjáni Foglalkoztatási Paktumot készítette el és a kutatás szakmai vezetését látta el. Valamint több hátrányos helyzetűek felzárkóztatására, mobilitásra, esélyegyenlőségre vonatkozó terv, stratégia alkotásában vett részt BAZ megyei intézmények vagy városok számára.
Rendszeresen kérik fel konferencia előadásokra, de a szervezés sem idegen számára. Ő szervezte a Magyar Szociológiai Társaság 2022. évi miskolci vándorgyűlését „Szociológiai Tudás és Közjó” címmel.
Rendszeresen készít az Alkalmazott Társadalomtudományok Intézete (ATTI) oktatóival podcastokat, videóinterjúkat, ismeretterjesztő tartalmakat aktuális hírekkel, történésekkel vagy más társadalmi témákkal összefüggésben. Csepeli Györggyel, akivel évtizedek óta együtt dolgoznak az ATTI-ban, 2020-ban a koronavírus járvány alatt egy sorozatot indítottak  #létpontok címmel. Elmondásuk szerint "a sorozat célja egy jobb, élhetőbb, szebb világ utáni vágyból született: erényekről beszélgettünk, életünk meghatározó elveiről", majd 21. századi, a járvány hozta új társadalmi jelenségekről beszélgettek, a legutóbbi etapban pedig az adott hét egy aktuális hírét kommentálták szociológiai és szociálpszichológiai értelmezések által.
Emellett gyakran nyilatkozik vagy ad interjút különböző sajtóorgánumoknak szakterületéhez kötődő kérdésekben, aktuális események vagy ünnepek kapcsán.

## Legtöbbet idézett és legjelentősebb publikációi
- Sikeres cigányok identitása Angliában és Magyarországon. Budapest, Magyarország: L'Harmattan Kiadó (2008), 174 p. ISBN 9789632360492
- Mason, Jennifer ; Kinga, Szabó-Tóth (Fordító) ; Szabó-Tóth, Kinga (Forráskiadás készítője): Kvalitatív kutatás. Budapest, Magyarország: Jószöveg Műhely Kiadó (2005), 208 p. ISBN 9789637052071
- Adalékok a roma gyerekek óvodáztatásának kérdésköréhez. Új Pedagógiai Szemle 57 : 3-4 pp. 233–241., 9 p. (2007)
- Kiemelkedett cigányok (Gypsy/Travellers) etnikai identitásának jellegzetességei Angliában. Szociológiai Szemle 14 : 2 pp. 58–76., 19 p. (2004)
- A kisebbségi és a többségi identitás viszonyának lehetséges mintázatai. Századvég 12 : 43 pp. 37–62., 26 p. (2007)
- A korai gyerekvállalás etnikai és szociokulturális mintázata. In: Dobák, Judit; R., Nagy József (szerk.) ePub Docendo discimus: A 60 esztendős Kotics József köszöntése. Miskolc, Magyarország : ME BTK Kulturális és Vizuális Antropológiai Tanszék, (2020) pp. 373– 385, 13 p.
- Kapaszkodó(k). Hátrányos helyzetű roma gyerekek és fiatalok – esélyek és lehetőségek. VIGILIA 85 : 2 pp. 94–103., 10 p. (2020)
- Measuring Local Social Innovation Potential. Szellem és Tudomány: Különszám pp. 129–138., 10 p. (2019)
- Alkalmazott szociológiai kutatás Csernelyen a település energiagazdálkodásának megújítására. Magyar energetika. Különszám. 2012, augusztus.

## Tudományos, szakmai tagságok
- 2021-től a Magyar Szociológiai Társaság elnökségi tagja.
- 2020 augusztus 1-től: A MAB, Társadalomelméleti Szakbizottságának elnöke
- 2016-tól: A Nemzeti Kutatási, Fejlesztési és Innovációs Hivatal Szociológia-Demográfia szakértői csoport tagja, jelenleg a posztdoktori pályázatokat bíráló bizottság tagja
- 2016-2017 május: A Szociológiai Szemle szerkesztőbizottságának tagja
- 2016-tól: A Magyar Rektori Konferencia Társadalomtudományi Bizottságának tagja
- 2013-2016: a Magyar Szociológiai Társaság elnökségi tagja
- 2013-2020: Az MTA MAB elnökségi tagja, a Klubtanács elnöke
- 2013-2020. március: a Kapocs című folyóirat szerkesztőbizottságának tagja
- Az MTA egyik köztestületének a IX. Gazdaság- és Jogtudományok Osztálya, Szociológiai Tudományos Bizottságának nem akadémikus, szavazati jogú tagja.
- 2010-től a „Szellem és Tudomány” című szociológiai folyóirat szerkesztőbizottságának tagja
- 2010-től a „Corvinus Journal of Sociology and Social Policy” című folyóirat tanácsadó testületének tagja
- 2009-től 2013-ig: OTKA Szociológia - Demográfia zsűri tagja
- 2008-tól A MAB, Társadalomelméleti Szakbizottsága Szociológiai Munkabizottságának tagja, jelenleg elnöke
- 1999-től a Magyar Szociológiai Társaság tagja[2]

## Díjai, elismerései
- 2023. Szociális munkáért díj
- 2022. Közönségdíj a Kopp-Skrabski-díj tudományos kategóriájában[8]
- 2013. Miskolci Egyetem Kiváló Kutatója
- 2013. Kiváló Oktató (ME HÖK)
- 2010. Tudományos díj (MAB-Miskolc Holding díj)
- 2009. Mestertanár Aranyérem, az OTDT-től
- 2008-ban az MSZT Polányi Károly-díjjal jutalmazta „A kisebbségi és a többségi identitás viszonyának lehetséges mintázatai” címmel a Századvégben megjelent tanulmányáért (43. szám. 2007.)
- 2008. Esélyegyenlőségi Díj, Miskolc Megyei Jogú Város Önkormányzata
- 2002. Lee Kutzer Memorial Prize (University of Manchester, CCSR)[2]

## Szabadidő
Szabadidejét szívesen tölti családjával, szeret olvasni, sorozatot nézni, utazni és festeni. Írni nem csak tudományosan szokott. 2021-ben jelent meg a „lifehack” című könyve, melynek mottója: „Öt évesen a világnak háttal rajzoltam le magam. Ezért is lettem szociológus”. A 2022 december végén létrehozott, blogszerű „Kreatív Coaching” nevű Facebook oldalán rendszeresen megosztja gondolatait, szemléletét és tapasztalatait kialakult olvasótáborával.

## Családja
Szülei orvosok. Férjezett, férje közösségfejlesztő, szociálpedagógus és mediátor. Egy gyermek édesanyja.